# الضربات الربعمائة (فلم)
الضربات الربعمائة (بالفرنسية: Les Quatre Cents Coups) فيلم درامي من أفلام الموجة الجديد الفرنسية لعام 1959، والظهور الإخراجي الأول للمخرج الفرنسي فرانسوا تروفو. من بطولة جان بيير لود وألبرت ريمي وكلير مورييه. أحد الأفلام المميزة للموجة الجديدة الفرنسية، يعرض العديد من السمات المميزة للحركة. الفيلم الذي كتبه تروفو ومارسيل موسي، يدور حول أنطوان دوينيل، وهو مراهق يعيش في باريس، ويكافح مع والديه ومعلميه بسبب سلوكه المتمرد. تم تصويره في موقع في باريس وأونفلور، وهو الأول من سلسلة من خمسة أفلام يلعب فيها لود الشخصية شبه السيرة الذاتية. تلقى فيلم 400 ضربة العديد من الجوائز والترشيحات، بما في ذلك جائزة مهرجان كان السينمائي لأفضل مخرج، وجائزة (OCIC) والترشح لجائزة السعفة الذهبية في عام 1959، كما ترشح لجائزة الأوسكار لأفضل سيناريو أصلي في عام 1960. باع الفيلم 4.1 مليون تذكرة في فرنسا، مما يجعله أنجح فيلم للمخرج تروفو في وطنه. يعتبر فيلم «الضربات الربعمائة»، على نطاق واسع، من أفضل الأفلام الفرنسية في تاريخ السينما.
ظهر الفيلم في استطلاع الرأي الذي تجريه المجلة الشهرية البريطانية «البصر والصوت Sight & Sound»، حيث احتل المرتبة 39 على قائمة أعظم الأفلام على الإطلاق، واحتل المرتبة 13 في استطلاع رأي النقاد على نفس القائمة.

## طاقم التمثيل
- جان بيير لود: في دور أنطوان دوينل
- ألبرت ريمي: في دور جوليان دوينل (زوج أم أنطوان)
- كلير مورييه: في دور جيلبرت دوينيل (والدة أنطوان)
- غي ديكومبل: في دور سوربوس (معلم بالمدرسة)
- باتريك أوفاي: في دور رينيه بيجي (أفضل صديق لأنطوان)
- جورج فلامانت: في دور السيد بيجي (والد رينيه)
- بيير ريب: في دور مدرس للغة الإنجليزية
- دانيال كوتورييه: في دور بيتراند موريسيت
- لوك أندريو: في دور مدرب الصالة الرياضية
- روبرت بوفيس: في دور مدير المدرسة
- إيفون كلودي: في دور السيدة بيجي
- ماريوس لوري: في دور المفتش كابانيل
- كلود مانسارد: في دور قاضي التحقيق
- جاك مونود: في دور المفوض
- هنري فريلوج: في دور حارس ليلي
- جين مورو: في دور امرأة تبحث عن كلبها
- جان كلود بريالي: في دور رجل يحاول التقاط امرأة

ضم تروفو أيضًا عددًا من الأصدقاء (زملائه المخرجين) في أجزاء صغيرة أو خلفية، بما في ذلك: تروفو نفسه - فيليب دي بروكا في مشهد الملاهي - جاك ديمي كشرطي - جان لوك جودار وجان بول بيلموندو كأصوات مسموعة (بيلموندو في مشهد أعمال الطباعة).

## أحداث الفيلم
يعيش الصبي أنطوان دوينيل في باريس خلال الخمسينيات من القرن الماضي. يعيب عليه والديه اللعب، والتغيب عن المدرسة والسرقة، ويعاقبه المعلم في المدرسة بسبب مشاكل الانضباط (مثل الكتابة على جدار الفصل، وكذبه عن سبب غيابه، وادعائه أنه كان بسبب وفاة والدته). يحاول أنطوان البعد كثيرًا عن البيت والمدرسة. يترك أنطوان المدرسة أخيرًا بعد أن أدركه معلمه وهو يسرق بلزاك. يقوم بسرقة آلة كاتبة من مكان عمل زوج والدته لإعداد خططه لمغادرة المنزل، ولكن نظرًا لعدم تمكنه من بيع الآلة الكاتبة، يتم القبض عليه أثناء محاولته إعادتها.
أنطوان دوينل في المشهد الأخير
يقوم زوج الأم بتسليم أنطوان إلى الشرطة ويقضي أنطوان الليلة في السجن، ويتقاسم الزنزانة مع العاملات بالجنس واللصوص. خلال مقابلة مع القاضي، تعترف والدة أنطوان بأن زوجها ليس والد أنطوان البيولوجي. يحتجز أنطوان في مركز مراقبة للشباب المضطرب بالقرب من شاطئ البحر (كما أرادت والدته). يبحث عالم نفساني في المركز في أسباب تعاسة أنطوان، وهو ما يكشفه الشاب في سلسلة مجزأة من الحوارات. يهرب أنطوان أثناء لعب كرة القدم مع الأولاد إلى المحيط الذي طالما أراد رؤيته. يصل إلى شاطئ البحر وهو يركض، وينتهي الفيلم بلقطة ثابتة لأنطوان.

## استقبال الفيلم
افتتح الفيلم مهرجان كان السينمائي عام 1959 وحصل على استحسان واسع النطاق، وحصل على العديد من الجوائز، بما في ذلك جائزة أفضل مخرج في كان، وجائزة النقاد لدائرة نقاد السينما في نيويورك عام 1959  وجائزة أفضل فيلم أوروبي في جوائز بوديل لعام 1960. ترشح الفيلم لأفضل سيناريو أصلي في حفل توزيع جوائز الأوسكار الثاني والثلاثين. يُعد الفيلم من بين العشرة الأوائل من قائمة معهد الفيلم البريطاني التي تضم 50 فيلمًا يجب مشاهدتها عند سن 15 عامًا.
كتب روبرت دانيلز على موقع «مراجعة 812 فيلم 812film reviews» في 18 مارس 2019: «الاتصال الأكثر انتشارًا بالموجة الفرنسية الجديدة المزدهرة آنذاك هي رسالتها عن الحرية».
كتب سوخديف ساندو من صحيفة ديلي تلغراف البريطانية في 23 أبريل 2009: «ماذا هناك لأقوله عن»400 ضربة«لم يقال بعد؟»، ومنح الفيلم تقييم 5/5.
كتب المخرج جان لوك جودار في 2 فبراير 2021، على موقع «كييه دو سينما Cahiers du Cinéma»: «فيلم موقّع على الصراحة، سرعة، فن، إبداع، تصوير سينمائي، أصالة، وقاحة، خطورة، مأساة، تجديد».
كتب الناقد البريطاني أنتوني كوين من صحيفة اندبندانت في 17 أبريل 2009: «إنه حجر الزاوية في الموجة الفرنسية الجديدة، وواحد من أعظم الأفلام عن الطفولة، من أي مكان على الإطلاق».
منح موقع الطماطم الفاسدة الفيلم تقييم 100% بناء على آراء 63 ناقد سينمائي، وكتب الإجماع النقدي للموقع: «فيلم» الموجة الجديدة الفرنسية«الذي يقدم ملاحظة صادقة ومتعاطفة ومفجعة كليًا للمراهقة دون حنين مبتذل».

## الجوائز والترشيحات
مهرجان كان السينمائي 1959: فاز بجائزة أفضل مخرج (فرانسوا تروفو)، وفاز بجائزة المنظمة الكاثوليكية الدولية للسينما (OCIC Award)، وترشح لجائزة السعفة الذهبية (فرانسوا تروفو).
جوائز دائرة نقاد السينما بنيويورك 1959: فاز بجائزة أفضل فيلم بلغة أجنبية.
مجلة كاييه دو سينما 1959: تصنف المخرج فرانسوا تروفو في المركز الخامس على القائمة السنوية لأفضل عشرة.
جوائز الأوسكار 1960: ترشح لجائزة أفضل سيناريو أصلي (فرانسوا تروفو).
جوائز بوديل 1960: فاز بجائزة أفضل فيلم أوروبي.
النقابة الفرنسية لنقاد السينما 1960: فاز بجائزة أفضل فيلم.
جوائز سانت جوردي 1961: فاز بجائزة أفضل مخرج (فرانسوا تروفو).
جوائز الاكاديمية البريطانية للأفلام 1961: ترشح لجائزة أفضل مخرج، وجائزة الوافد الجديد الواعد (جان بيير لود).

## وصلات خارجية
- الضربات الربعمائة على موقع IMDb (الإنجليزية)
- الضربات الربعمائة على موقع الموسوعة البريطانية (الإنجليزية)
- الضربات الربعمائة على موقع روتن توميتوز (الإنجليزية)
- الضربات الربعمائة على موقع نتفليكس (الإنجليزية)
- الضربات الربعمائة على موقع قاعدة بيانات الأفلام العربية
- الضربات الربعمائة على موقع ألو سيني (الفرنسية)
- الضربات الربعمائة على موقع Turner Classic Movies (الإنجليزية)
- الضربات الربعمائة على موقع أول موفي (الإنجليزية)
- الضربات الربعمائة على موقع بوكس أوفيس موجو (الإنجليزية)
- الضربات الربعمائة على موقع فيلمافينيتي (الإسبانية)